# Parigi è sempre Parigi
Parigi è sempre Parigi è un film del 1951 diretto da Luciano Emmer.
Presentato alla Mostra di Venezia 1951.

## Trama
Una comitiva d'italiani si reca a Parigi per assistere all'incontro di calcio Francia-Italia. Della comitiva fanno parte, tra gli altri, la famiglia De Angelis – albergatori benestanti – composta dal padre Andrea, la madre Elvira e la figlia Mimì col relativo fidanzato e vari giovanotti.
I fidanzati si amano, ma litigano spesso, dato che lei vorrebbe andare per vetrine, mentre lui preferisce seguire il programma organizzato, stressante e rapido, in attesa della partita di calcio, alla quale tiene tanto.
Andrea, che a Parigi ha organizzato di incontrare un barone italiano amico di gioventù, che si spaccia per persona ben introdotta e di mezzi ma che si rivelerà spiantata e inconcludente, si lascia trascinare da questi in un programma "privato" con prospettive galanti. E così mentre si muove col barone da guida e due giovani con tante speranze trasgressive, tutte naufragate in avventure deludenti, la moglie vive il suo momento di civetteria in un centro di bellezza, dove le faranno una ridicola acconciatura.
La serata prosegue sulla stessa falsariga, ma con madre e figlia che cercano di render pan per focaccia ai rispettivi uomini, andando in giro per locali, a spese del latin-lover della comitiva che non le riconosce e – puntando a Mimì – insegue un sogno che si concretizzerà solo in conti da pagare.
La storia più a buon fine la vive il giovanissimo Franco, che si innamora da subito di una giovane francese, che lavora al chiosco dei giornali della Gare de Lyon. Corrisposto, trascorrono la giornata insieme in giro per la città e la serata in un locale ove si esibisce il celebre cantante Yves Montand.
La partenza per il rientro in Italia, la mattina dopo, è gioiosa per tutti. Manca il barone spiantato, che Andrea aveva inquadrato andando a cercarlo – la sera precedente dopo una parentesi poco gradevole al commissariato di polizia – visitando la sua misera stanza presso una povera pensione di Montmartre.

## Restauro
Nel 2017, di fronte al deterioramento del negativo, è stato pianificato un restauro in 4K. Fu posto sotto la sponsorizzazione di  Venantino Venantini.
È stato prodotto da nitrati negativi, con la collaborazione dei laboratori Daems, Diapason e Hiventy. La Lyre Cinematographic Society ha difeso il progetto in connessione con la piattaforma Celluloid Angels, utilizzata per questo tipo di supporto.
Il restauro è stato completato nell'estate del 2019. Il film è stato anche distribuito in alcuni teatri nell'estate del 2019, incluso il Temple Theater.